# Jean Baptiste Feronce von Rotenkreutz
Jean Baptiste Feronce von Rotenkreutz (* 23. Oktober 1723 in Leipzig; † 19. Juli 1799 in Braunschweig) war Staatsmann im Fürstentum Braunschweig-Wolfenbüttel. Seine bedeutendste Leistung war die Sanierung der Staatsfinanzen, unter anderem durch die Vermietung von Soldaten an Großbritannien im Amerikanischen Unabhängigkeitskrieg.

## Leben und Wirken
Nach der Ausbildung in einem französischen Internat in Genf, woher seine Familie stammte, studierte Jean Baptiste Feronce an den Universitäten Jena, Halle und Göttingen. Nach mehreren Jahren in den Niederlanden und Frankreich, vor allem in Paris, war er zunächst Legationssekretär beim russischen Botschafter am kursächsischen Hof in Dresden und machte sich nach dessen Abberufung im Februar 1747 auf den Weg nach Den Haag, um sich um eine diplomatische Stellung zu bewerben. Auf dieser Reise hielt er sich einige Zeit in Braunschweig auf und wurde mit dem damaligen Geheimrat von Cramm bekannt, der ihn dem Herzog Karl I. von Braunschweig empfahl. 
Am 29. April 1748 wurde Feronce braunschweigischer Legationssekretär, begleitete den Generalleutnant Stammer zum Friedenskongress in Aachen, blieb dort 18 Monate und wurde nach seiner Rückkehr 1750 zum Legationsrat befördert. Im Siebenjährigen Krieg schloss er 1759 einen Subsidienvertrag, durch den das Fürstentum ein Truppenkontingent an Großbritannien vermietete. Dafür wurde er am 14. Oktober 1761 zum Geheimen Legationsrat ernannt und unter dem Namen von Rotenkreutz geadelt. 1762 bereitete er als bevollmächtigter Gesandter in London die Heirat des damaligen Erbprinzen Karl Wilhelm Ferdinand mit der britischen Prinzessin Augusta von Hannover vor. 
Nach dem Tod des Ministers Heinrich Bernhard Schrader von Schliestedt wurde Feronce am 1. August 1773 zum Geheimen Rat und Finanzminister ernannt. In diesem Amt sorgte er für eine umfassende Sanierung der zerrütteten Staatsfinanzen (siehe unten). Bei seinem Tod 1799 war er Präsident des Kriegs- und Finanzkollegiums. Seine Ehe mit einer geborenen von Lüttichau blieb kinderlos. Sein Grabstein an der Braunschweiger Bartholomäuskapelle wurde im Zweiten Weltkrieg zerstört.

## Sanierung der Staatsfinanzen
Durch die Verschwendungssucht des Herzogs Karl I., die durch seinen Minister Schliestedt noch unterstützt worden war, war das Fürstentum Braunschweig-Wolfenbüttel bei Feronces Amtsantritt als Finanzminister am 1. August 1773 mit fast 12 Millionen Talern verschuldet und von der Einsetzung einer Reichsschuldentilgungskommission bedroht, die den Staatsbankrott bedeutete. 
Um den Ruf des Herrscherhauses und des Landes zu retten, übernahm Erbprinz Karl Wilhelm Ferdinand die Mitregierung des Landes und konnte mit Feronces Hilfe seinen Vater davon überzeugen, dass ohne seine Mitunterzeichnung nicht die geringste Summe ausgezahlt werden dürfe. Die Ausgaben für Verwaltung und Hofstaat wurden rigoros gekürzt.
Feronce konnte bei der preußischen Bank zu Berlin noch eine Anleihe von 500.000 Talern aushandeln und ging das Risiko ein, die mit 5–6 % sehr hoch verzinsten Landesschuldverschreibungen in Höhe mehrerer Millionen zu kündigen, falls deren Inhaber mit einer Reduzierung des Zinssatzes bis auf 3 % nicht einverstanden wären. Überrascht von der anscheinend drohenden Zahlungsfähigkeit des Fürstentums, gingen die meisten Gläubiger auf den geringeren Zinssatz ein.
Als Herzog Karl 1780 starb, waren durch das geordnete Finanzwesen bereits 5 Millionen Taler Schulden getilgt, und als der neue Herzog Karl Wilhelm Ferdinand meinte, die Glückwünsche des Königs Friedrich II. zum Regierungsantritt seien etwas kühl gewesen, ließ er in Berlin anfragen, ob er die noch geschuldeten 900.000 Taler in den nächsten neun Tagen zahlen dürfe. 
Durch Verringerung der Abgaben und neues Vertrauen in den Staat wuchsen Gewerbe und Handel wieder und das Herzogtum Braunschweig entwickelte sich zu einem Musterstaat.

## Soldatenhandel
Siehe auch Hauptartikel: Soldatenhandel.
Im Siebenjährigen Krieg (1756–63), an dem Braunschweig-Wolfenbüttel an der Seite Preußens kämpfte, schloss Feronce 1759 einen Subsidienvertrag mit England, durch den das Herzogtum ein, gemessen an der Größe des Landes, beträchtliches Truppenkontingent gegen eine jährliche Vergütung zur Verfügung stellte.
Auch für den Amerikanischen Unabhängigkeitskrieg (1775–83) nahm Großbritannien wieder deutsche Truppen in Anspruch und schloss Verträge mit verschiedenen deutschen Staaten. Im Vertrag vom 9. Januar 1776 mit dem britischen Oberst William Faucit stellte Herzog Karl I. insgesamt 4300 Mann Infanterie und leichte Kavallerie zur Verfügung. Die Soldaten wurden von Großbritannien besoldet und das Herzogtum erhielt zusätzlich den gleichen Betrag (jährlich 64 500 Taler) als Subsidienzahlung. Nach der Rückkehr der Soldaten erhielt das Herzogtum für zwei Jahre den doppelten Betrag (129 000 Taler). Zusätzlich erhielt das Herzogtum ein Werbegeld von 30 Talern je Mann und eine Entschädigung von 40 Talern für jeden Getöteten bzw. je drei Verwundete.
Einen weiteren Vertrag schloss Feronce am 22. Februar 1788 mit den Generalstaaten der Niederlande. Darin vermietete das Herzogtum 3000 Mann Infanterie und Kavallerie mit zehn Feldgeschützen. Da Überseeeinsätze in den Kolonien jedoch durch die lange Seefahrt, Klimaunterschiede und Tropenkrankheiten hohe Verluste zur Folge hatten, wurde die Verwendung auf das europäische Territorium eingeschränkt.

## Ehrungen und Nachleben
Jean Baptiste Feronce v. Rotenkreutz wurde als Ritter des dänischen Dannebrog-Ordens ausgezeichnet.
Er erkannte das Talent von Carl Friedrich Gauß schon früh und empfahl ihn dem Herzog Karl Wilhelm Ferdinand, so dass er höhere Schulen und Akademien besuchen konnte.